# Envelat de festa

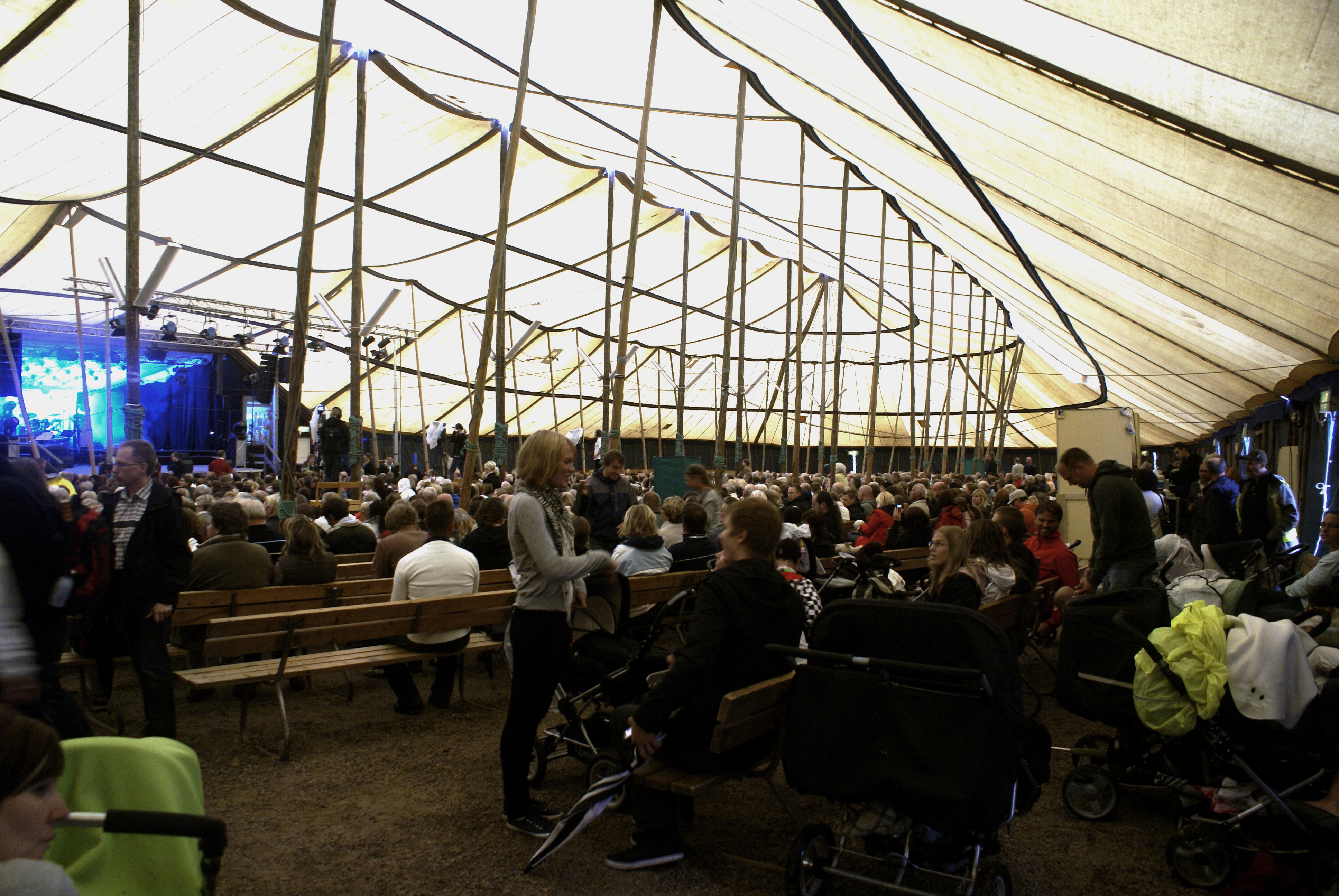
Envelat per dins (Nyhemstältet).

Un envelat de festa són una varietat d'envelat de grans dimensions sovint utilitzades per a aixoplugar esdeveniments d'estiu com ara espectacles, festivals i casaments. S'associen particularment a casaments típics anglesos de jardí i festes populars. El disseny senzill ha canviat poc en milers d'anys. Un envelat consisteix en una gran tenda sostinguda per pals centrals alts ("pals de mestres") tensats mitjançant línies laterals connectades a estaques clavades a terra i pals de suport més petits ("pals laterals"). Els pals mestres suporten la major part del pes, mentre que els pals laterals donen forma a la tela.

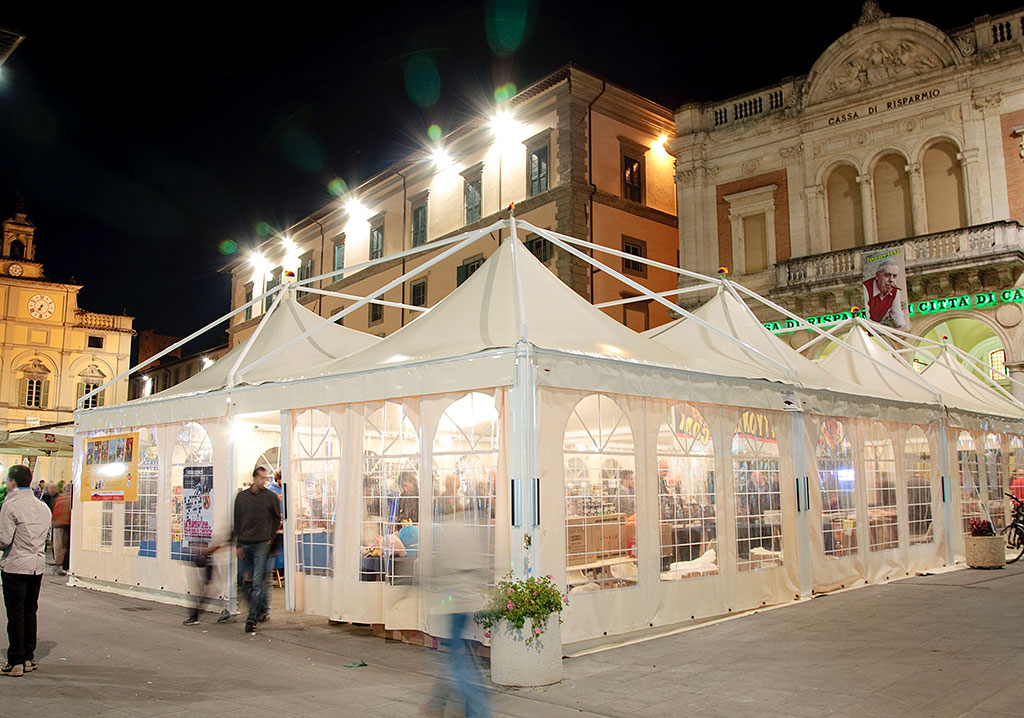
Envelat semipermanent.

Els envelats més petits estan cobertes de tela, mentre que els més grans tenen parets de fusta contraplacada. En alguns casos hi poden haver gotes d'aigua al sostre tot i que no plou fora, el motiu d'això és la humitat que es condensa en els sostres freds.
Alguns envelats tenen un compartiment independent per als lavabos. Especialment en els envelats més petits per als festivals, els visitants sovint han de sortir de l'envelat per a fer les seves necessitats. En aquests casos, les instal·lacions corresponents s'allotgen en un carretó o un contenidor modula. Per a esdeveniments que requereixin controlar l'entrada, el convidat rep un segell similar a una discoteca, que indica al caixer o al porter que ja ha pagat la seva entrada. Els envelats de grans esdeveniments tenen un paper cada vegada més important per als joves, especialment a les nits i els caps de setmana.

## Construcció

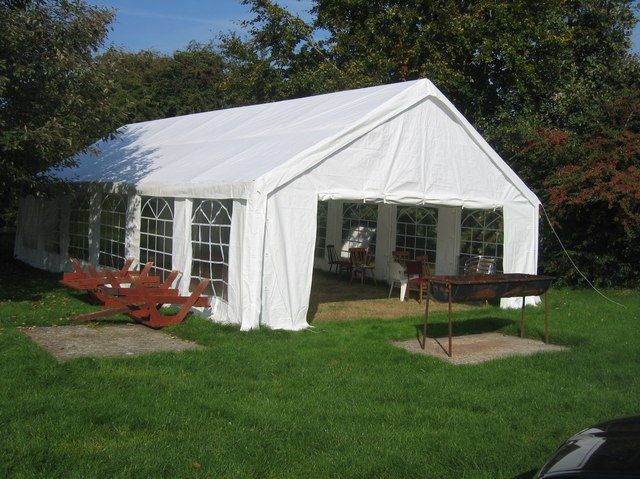
Envelat temporal.

Originalment es fabricaven a partir de cobertes de lona de cotó, pals de fusta i corda d'hessiana, però han estat substituïdes en gran manera per materials més moderns. Al Regne Unit, les empreses de contractació ofereixen tendes de bastons "a l'estil americà" amb fundes PVC, pals d'alumini i cordes de niló. La introducció de teixits moderns allarga la vida útil dels envelats, ja que es netegen amb més facilitat. Els envelats de lona encara estan disponibles i en els darrers anys han tingut un ressorgiment a mesura que s'aprecien de nou els materials naturals. Un dels avantatges de la lona és que és més transpirable en comparació amb el PVC (que atrapa l'aire i augmenta la temperatura a l'interior), així aquesta classe d'envelat és més còmoda en la calor de l'estiu, i també roman estanc en cas de pluja.